# 실시간 위치추적 서비스
실시간 위치추적 서비스 혹은 시스템(RTLS, Real-Time Locating Service(System))은 IPS (Indoor Positioning Service, 실내 위치추적 서비스)이라고도 불린다. 이동통신망 기반의 위치 기반 서비스(LBS, Location-Based Service)와 동일하게 사람 혹은 사물의 위치를 확인하거나 추적하는 것이지만, 주로 근거리 및 실내와 같은 제한된 공간에서의 위치확인 및 위치추적 서비스를 지칭하는데 사용된다.
위치추적을 위해서 사용되는 기법은 LBS에서 사용되었던 기법들, 즉 Cell-ID, 삼각법, 핑거프린팅(fingerprinting) 기법을 그대로 이용한다. 차이가 있다면, LBS에서는 코드분할다중접속(CDMA)나 GSM같은 이동통신 기술을 이용하지만, RTLS에서는 Wi-Fi(IEEE 802.11b), Zigbee(IEEE 802.15.4), UWB, 블루투스(Bluetooth), RFID 등과 같은 근거리 통신 기술을 이용한다.

## 같이 보기
- 실내 위치 추적 서비스